# Víctor Mayta
Víctor Raúl Mayta Frisancho, né à Paruro (en) le 14 mai 1992, est un homme politique péruvien. Il est ministre du Développement agraire et de l'Irrigation entre le 29 juillet 2021 et 1er février 2022.

## Biographie
Il a étudié le droit et les sciences politiques à l'Université nationale de San Antonio Abad, où il obtient une licence.
Mayta a été conseiller juridique et secrétaire de la Fédération agraire révolutionnaire Tupac Amaru de Cusco (FARTAC) entre 2018 et 2020. Il est élu président du Conseil exécutif national de la Confédération nationale agraire (CNA) entre 2021 et 2024.

## Parcours politique
Il commence son parcours politique, comme Guido Bellido, en participant à différentes marches en tant que dirigeant universitaire, et plus tard en tant que dirigeant social.
Il est candidat au Parlement andin pour le Front large lors des élections de 2021, mais il n'est pas élu.
Le 29 juillet 2021, il est nommé ministre du Développement agraire et de l'Irrigation dans le gouvernement de Pedro Castillo.